# Scissor Sisters (album)
Scissor Sisters è il primo album in studio del gruppo musicale statunitense Scissor Sisters, pubblicato il 2 febbraio 2004 dalle etichette discografiche Polydor / Universal Records.

## Descrizione
L'album ha venduto oltre 7 milioni di copie in tutto il mondo.

## Tracce
Testi e musiche di Scott Hoffman e Jason Sellards, eccetto dove indicato.
1. Laura – 3:36
2. Take Your Mama – 4:31
3. Comfortably Numb – 4:24 (David Gilmour, Roger Waters) – cover dei Pink Floyd
4. Mary – 4:41
5. Lovers in the Backseat – 3:17
6. Tits on the Radio – 3:14 (Scott Hoffman, Ana Matronic, Jason Sellards)
7. Filthy/Gorgeous – 3:47 (Scott Hoffman, Ana Matronic, Jason Sellards)
8. Music Is the Victim – 2:57 (Derek Gruen, Scott Hoffman, Jason Sellards)
9. Better Luck Next Time – 3:08 (Derek Gruen, Scott Hoffman, Jason Sellards)
10. It Can't Come Quickly Enough – 4:39
11. Return to Oz – 4:40
12. A Message from Ms. Matronic – 0:31 – Traccia bonus
13. The Skins – 2:53 – Traccia bonus
14. Get It Get It – 3:47 – Traccia bonus

Durata totale: 50:05

## Formazione
- Jake Shears – voce; pianoforte in Laura
- Ana Matronic – voce
- Del Marquis – chitarra, basso
- Babydaddy – basso, tastiera, chitarra, cori
- Paddy Boom – batteria, percussioni